# Diplomatiske repræsentationer akkrediterede til Danmark
Denne artikel er en liste over Diplomatiske repræsentationer akkrediterede til Danmark. 
Pr. 2024 huser København 72 ambassader. Flere lande har derudover ambassader akkrediteret til Danmark, men ambassaden ligger i et andet land, hvoraf de fleste ligger i Berlin, London og Stockholm. Denne liste inkluderer ikke honorære konsulater.

## Ambassader i København, Danmark
| Land                       | Type      | Foto |
| -------------------------- | --------- | ---- |
| Albanien                   | Ambassade | -    |
| Algeriet                   | Ambassade | -    |
| Argentina                  | Ambassade | -    |
| Australien                 | Ambassade | -    |
| Østrig                     | Ambassade | -    |
| Bangladesh                 | Ambassade | -    |
| Belgien                    | Ambassade | -    |
| Bosnien-Hercegovina        | Ambassade | -    |
| Brasilien                  | Ambassade | -    |
| Bulgarien                  | Ambassade | -    |
| Burkina Faso               | Ambassade | -    |
| Canada                     | Ambassade | -    |
| Chile                      | Ambassade | -    |
| Kina                       | Ambassade | -    |
| Colombia                   | Ambassade | -    |
| Kroatien                   | Ambassade | -    |
| Cuba                       | Ambassade | -    |
| Cypern                     | Ambassade | -    |
| Tjekkiet                   | Ambassade | -    |
| Egypten                    | Ambassade | -    |
| Estland                    | Ambassade | -    |
| Finland                    | Ambassade | -    |
| Frankrig                   | Ambassade | -    |
| Georgien                   | Ambassade | -    |
| Tyskland                   | Ambassade | -    |
| Ghana                      | Ambassade | -    |
| Grækenland                 | Ambassade | -    |
| Ungarn                     | Ambassade | -    |
| Island                     | Ambassade | -    |
| Indien                     | Ambassade | -    |
| Indonesien                 | Ambassade | -    |
| Iran                       | Ambassade | -    |
| Irak                       | Ambassade | -    |
| Irland                     | Ambassade | -    |
| Israel                     | Ambassade | -    |
| Italien                    | Ambassade | -    |
| Elfenbenskysten            | Ambassade | -    |
| Japan                      | Ambassade | -    |
| Letland                    | Ambassade | -    |
| Libyen                     | Ambassade | -    |
| Litauen                    | Ambassade | -    |
| Luxembourg                 | Ambassade | -    |
| Mexico                     | Ambassade | -    |
| Marokko                    | Ambassade | -    |
| Nepal                      | Ambassade | -    |
| Holland                    | Ambassade | -    |
| Niger                      | Ambassade | -    |
| Makedonien                 | Ambassade | -    |
| Norge                      | Ambassade | -    |
| Pakistan                   | Ambassade | -    |
| Filippinerne               | Ambassade | -    |
| Polen                      | Ambassade | -    |
| Portugal                   | Ambassade | -    |
| Rumænien                   | Ambassade | -    |
| Rusland                    | Ambassade | -    |
| Saudi-Arabien              | Ambassade | -    |
| Serbien                    | Ambassade | -    |
| Slovakiet                  | Ambassade | -    |
| Slovenien                  | Ambassade | -    |
| Sydafrika                  | Ambassade | -    |
| Sydkorea                   | Ambassade | -    |
| Spanien                    | Ambassade | -    |
| Sverige                    | Ambassade | -    |
| Schweiz                    | Ambassade | -    |
| Thailand                   | Ambassade | -    |
| Tyrkiet                    | Ambassade | -    |
| Uganda                     | Ambassade | -    |
| Ukraine                    | Ambassade | -    |
| Forenede Arabiske Emirater | Ambassade | -    |
| Storbritannien             | Ambassade | -    |
| USA                        | Ambassade | -    |
| Vietnam                    | Ambassade | -    |

## Repræsentationskontorer i København
| Land      | Type                                      | Foto |
| --------- | ----------------------------------------- | ---- |
| Færøerne  | Færøernes repræsentationskontor i Danmark | -    |
| Grønland  | Grønlands repræsentationskontor i Danmark | -    |
| Palæstina | Mission                                   | -    |
| Taiwan    | Taiwans repræsentationskontor i Danmark   | -    |

## Konsulater i det danske rige
| Land   | Type          | By                 | Foto |
| ------ | ------------- | ------------------ | ---- |
| Island | Generalkonsul | Tórshavn, Færøerne | -    |
| Island | Generalkonsul | Nuuk, Grønland     | -    |
| USA    | Generalkonsul | Nuuk, Grønland     | -    |

## Tidligere ambassader
- Armenien
- Benin
- Bolivia
- Eritrea
- Swaziland
- Den Hellige Stol
- Nordkorea
- Lesotho
- Malta
- Nicaragua
- Peru
- Venezuela
- Yemen

## Eksterne links
- Liste og repræsentationer i Danmark